# Edgar (Wisconsin)
Pour les articles homonymes, voir Edgar.
Edgar est un village de l'État américain du Wisconsin, dépendant administrativement du Comté de Marathon.
La localité porte le code FIPS 22550.

## Démographie
Le recensement de population de 2000 fixe la population à 1 386 habitants. 
En 2006, le chiffre de population a été estimé à 1 476 habitants par le Bureau du recensement des États-Unis, soit une augmentation de 90 habitants (6,5 %).

## Géographie
La ville d'Edgar a une superficie de 4,3 km² et est située à une altitude de 418 m au-dessus de la mer.